# Jack Rackham

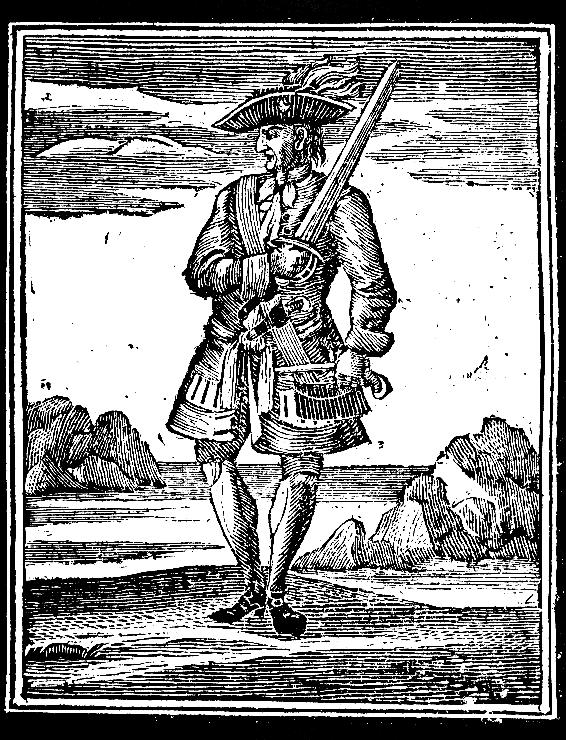
Calico Jack Rackham

„Calico Jack Rackham“, eigentlich John Rackham (* 21. Dezember 1682 in Bristol, England; † 17. November 1720 in Santiago de la Vega, Jamaika), war ein britischer Piratenkapitän des 18. Jahrhunderts. Sein Spitzname bezieht sich auf die möglicherweise farbenfrohe, vielleicht aber auch nur sehr einfache Kalikokleidung, die er trug. Teilweise wurde er auch Jack Rackham (englische Kurzform von John) oder Rackam, seltener Jean Rackam genannt.
Bekannt wurde er vor allem dadurch, dass zu seiner Bande auch die zwei berühmtesten karibischen Piratinnen gehörten; Anne Bonny, mit der er auch mindestens ein Kind hatte, und Mary Read.

## Leben

Calico Jacks Piratenflagge

Gemessen an seinen Beutezügen und im Vergleich zu manch anderem Piraten seiner Zeit war Jack Rackham keine herausragende Figur – eher ein „kleiner Fisch“ mit räumlich begrenztem Wirkungskreis. Bis Ende November 1718 fuhr er als Steuermann (quartermaster) auf der Brigantine des Piraten  Charles Vane. Als dieser den Angriff auf ein stark überlegen bewaffnetes, französisches Kriegsschiff nicht wagen wollte, stellte Rackham sich gegen ihn und forderte, den Gegner zu entern. Vane setzte sich zunächst durch, und die Piraten entkamen dem Kriegsschiff, aber am nächsten Tag erklärte eine Mehrheit der Mannschaft Vane zum Feigling, setzte ihn ab und wählte Rackham zum Kapitän. Vane und seinen wenigen Anhängern wurde eine kleine, erbeutete Slup samt Proviant und Munition überlassen.
Rackham plünderte in der Folge eine Reihe von Schiffen; die königliche Amnestie, die Woodes Rogers im Juli 1718 mit nach New Providence gebracht hatte, schlug er zunächst aus. Er feierte mit seiner Mannschaft ein ausschweifendes Weihnachtsfest auf einer kleinen Insel. Im Frühjahr 1719, nach einigen weiteren Kaperungen, überholte er seine Brigantine auf den Bahamas. Dort traf Rackham eine verheiratete Frau namens Anne Bonny, die seine Geliebte wurde und bald schwanger war. Rackham soll sie für eine beträchtliche Summe von ihrem Ehemann losgekauft haben.
Nachdem eine von Rogers ausgesandte Slup ihn vertrieben und ihm zwei Prisen wieder abgenommen hatte, ließ sich Rackham für eine Zeit lang auf Kuba nieder. Er lebte dort, wie Johnson schreibt, mit „einer Art kleiner Familie“, bis ihm Geld und Verpflegung ausgingen; gemeint ist offenbar Anne Bonny und ihr gemeinsames Kind. Zwischendurch unterwarf er sich nun auch der königlichen Amnestie und fuhr als Kaperer für Woodes Rogers. Teil dieser Mannschaft war auch die später mit ihm festgenommene Mary Read.
Rackham und seine Mannschaft wurden aber schnell als Piraten rückfällig, und schließlich entsandten die Bahamas eine schwer bewaffnete Slup unter Jonathan Barnet, um sie zu ergreifen. Barnet überraschte die Piraten vor Kap Negril im Westen Jamaikas während eines Trinkgelages und überwältigte sie gegen wenig Widerstand. Nur die beiden Piratinnen sollen sich entschlossen gewehrt haben.
Rackham und seine Männer wurden in Santiago de la Vega auf Jamaika am 16. November 1720 vor Gericht gestellt, für schuldig befunden und am folgenden Tag gehängt. Die beiden Frauen konnten dem Galgen entgehen, indem sie angaben, schwanger zu sein. Read soll im Gefängnis gestorben sein. Über Bonnys weiteres Schicksal ist nichts bekannt, außer, dass sie nicht hingerichtet wurde.

## Nachruhm
Rackhams Leiche wurde nach der Hinrichtung in Ketten vor der Hafeneinfahrt von Port Royal ausgestellt. Das betreffende Inselchen heißt seitdem Rackham's Cay.
Rackham gilt als Vorbild für den Kapitän Rackham der Rote aus den Alben Das Geheimnis der „Einhorn“ und Der Schatz Rackhams des Roten der Comicreihe Tim und Struppi von Hergé. In Romanen taucht er in Zusammenhang mit Anne Bonny auf, z. B. bei Diana Norman. und in „Königin der Meere“ von Katja Doubek.